# Pinkus
Pinkus ist ein männlicher Vorname (eine Nebenform von Pinchas) und ein Familienname.

## Namensträger
- Amalie Pinkus (1910–1996), Schweizer Frauenrechtlerin
- Benjamin Pinkus (1933–2014), israelischer Sozialwissenschaftler
- Felix Pinkus (1868–1947), deutscher Hautarzt
- Frank Pinkus (1959–2021), deutscher Dramaturg, Lektor, Regisseur und Schauspieler
- Gertrud Pinkus (* 1944), Schweizer Film- und Theaterregisseurin
- Karl Alwin, ehemals Alwin Oscar Pinkus (1891–1945), deutscher Dirigent und Pianist
- Lazar Felix Pinkus (1881–1947), deutsch-schweizer Schriftsteller und Bankier
- Theo Pinkus (1909–1991), Schweizer Publizist und Buchhändler

## Sonstiges
- Fränkel (Unternehmen)#Familie Pinkus, oberschlesische Unternehmerfamilie
- Pinkus Müller, Münsteraner Brauerei (nach Carl Pinkus Müller, 1899–1979)
- Schuhpalast Pinkus, deutsche Stummfilmkomödie von 1916